# Web Summit

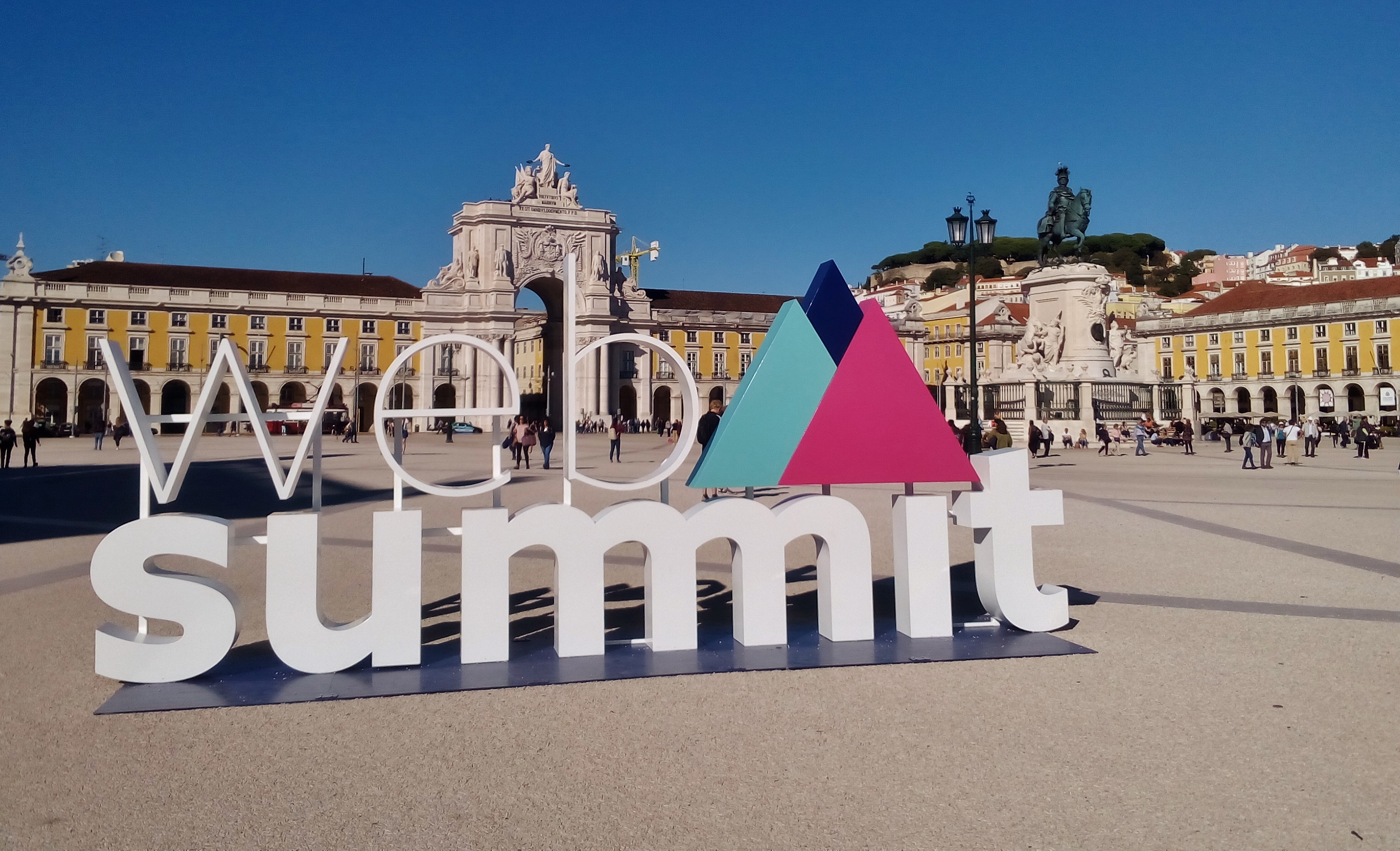
Praça do Comércio ở Lisbon, Bồ Đào Nha.

Web Summit là hội nghị công nghệ thường niên được tổ chức tại Lisbon, Bồ Đào Nha, được coi là sự kiện công nghệ lớn nhất trên thế giới. Được thành lập vào năm 2009, bởi Paddy Cosgrave, David Kelly và Daire Hickey, Web Summit ban đầu được tổ chức tại Dublin, Ireland, cho đến năm 2016, khi nó chuyển hẳn sang Lisbon, Bồ Đào Nha. Hội nghị Web Summit từng được mô tả là sự kiện công nghệ quan trọng nhất trên thế giới.
Các chủ đề của hội nghị tập trung vào công nghệ internet, các công nghệ mới nổi và đầu tư mạo hiểm. Các diễn giả bao gồm sự kết hợp của các CEO, chuyên gia trong ngành, người nổi tiếng và chính trị gia, chẳng hạn như Stephen Hawking, Elon Musk, Al Gore và Tổng thư ký Liên Hợp Quốc António Guterres, cùng nhiều người khác. Các đối tác của Hội nghị thượng đỉnh web bao gồm từ các công ty trong danh sách Fortune 500 đến các công ty khởi nghiệp, với những người tham dự đại diện cho tất cả các cấp và lĩnh vực của ngành công nghệ cao toàn cầu.
Hội nghị thượng đỉnh web tổ chức các sự kiện trên toàn thế giới bao gồm F.ounders, Hội nghị RISE ở Hồng Kông, Collision ở Toronto, SURGE ở Bangalore và MoneyConf ở Dublin.

## Diễn giả
| - Stephen Hawking - Francois Hollande - Joseph Gordon-Levitt - Luís Figo - Mike Schroepfer - Carlos Ghosn - Sarah Friar - Roberto Azevêdo - Brad Smith - Drew Houston | - Al Gore - Ronaldinho - Michael Dell - José Manuel Barroso - António Costa - Mogens Lykketoft - Maurice Levy - Ben van Beurden - Nico Rosberg - Bill Ford | - Elon Musk - Eva Longoria - Helly Luv - Tony Blair - António Guterres - Garry Kasparov - Alexander Nix - Brian Krzanich - Steve Huffman - Liam Cunningham | - Alexander Wang - Tim Draper - Ben Silbermann - Matt Brittin - Mitchell Baker - Emmett Shear - Margrethe Vestager - Nadja Swarovski - Michelle Peluso - Wladimir Klitschko | - John T. Chambers - Helder Antunes - Werner Vogels - Niklas Zennström - Tony Hawk - Edwin Catmull - Will Shu - Simon Segars - Salil Shetty - Wyclef Jean |

## Đối tác
Các đối tác của Web Summit, bao gồm các công ty nằm trong danh sách Fortune 500, các tổ chức chính phủ và các quỹ tư nhân, bao gồm: (tính đến năm 2019) 
| - Google - Amazon - hệ thống Cisco - Microsoft - Dịch vụ web của Amazon - T Mobile | - Ngân hàng Thung lũng Silicon - Ngân hàng đầu tư Châu Âu - Ủy ban châu Âu - Mercedes-Benz - xe BMW - DHL | - IBM - nhựa cây - Dấu giọng - EDP - Nền tảng web - McKinsey & Company - Tổ chức Calouste Gulbenkian | - IKEA - Samsung - KPMG - Công nghệ của Dell - Ngân hàng phát triển Qatar - Altice | - United Healthcare - Siemens - Volkswagen - L'Oréal - Xerox - Booking.com |

## 2019
Hội nghị thượng đỉnh web 2019 diễn ra tại Bồ Đào Nha, từ ngày 4 tháng 11 đến ngày 7 tháng 11 tại Altice Arena & Fil ở Lisbon, Bồ Đào Nha. Một số diễn giả bao gồm Edward Snowden; cựu Thủ tướng Vương quốc Anh Tony Blair; cựu võ sĩ chuyên nghiệp Wladimir Klitschko; Jaden Smith; Guo Ping (Chủ tịch luân phiên của Huawei) và Katherine Maher, CEO của Wikipedia.
Nutrix đã giành chiến thắng trong cuộc thi Web Summit PITCH dành cho những công ty khởi nghiệp ở giai đoạn đầu đầy tham vọng nhất. 900 công ty khởi nghiệp tham gia.

## 2018
Hội nghị thượng đỉnh web 2018 diễn ra tại Lisbon từ ngày 4 tháng 11 đến ngày 7 tháng 11. Số người tham dự là 70.000 người. Một số diễn giả bao gồm Người sáng lập & Giám đốc điều hành Medium Ev Williams, Chủ tịch Tập đoàn Microsoft Brad Smith, và Giám đốc điều hành Gillian Tans của Booking.com.

## 2017

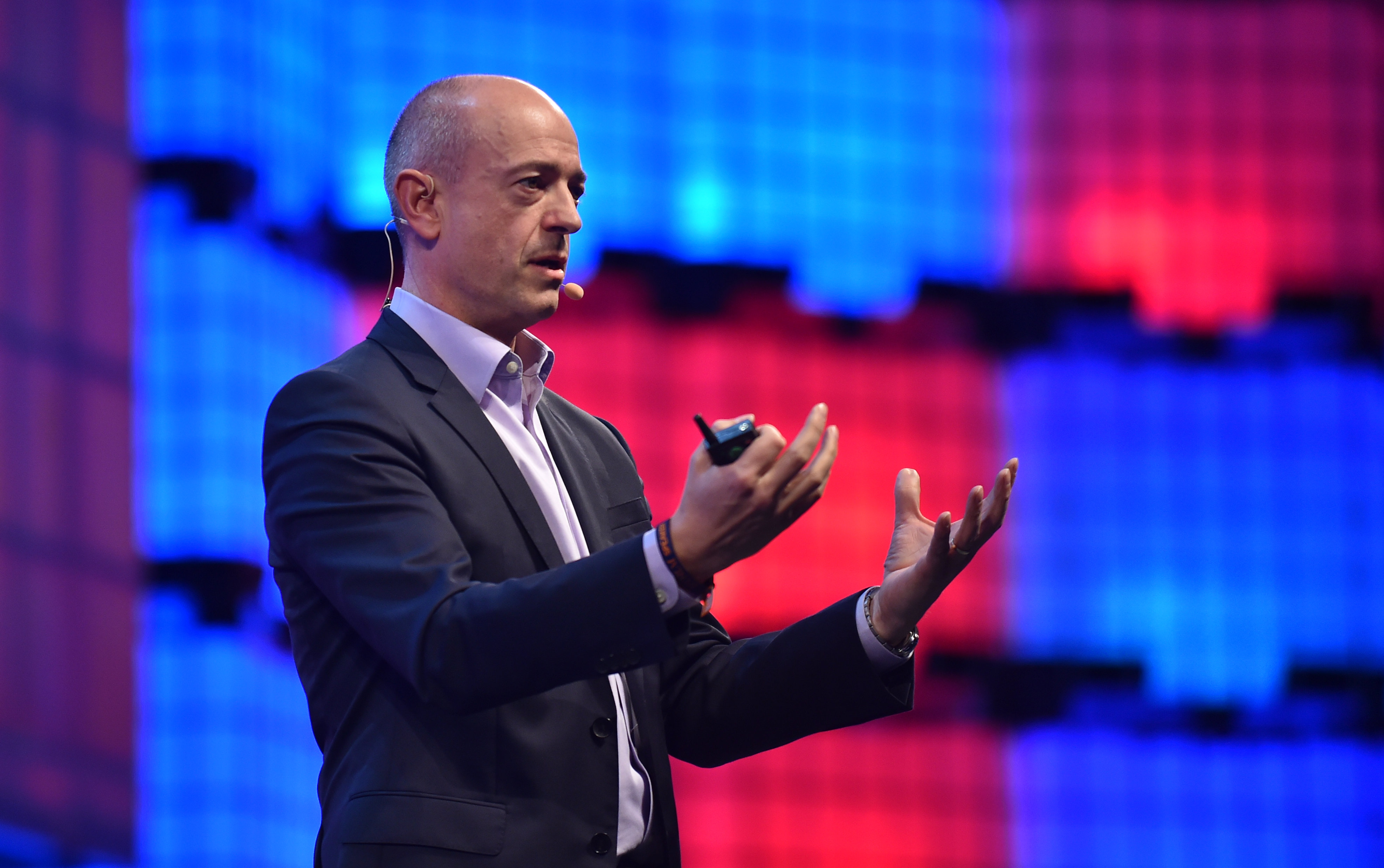
Giám đốc điều hành Arm Holdings Simon Segars; Hội nghị thượng đỉnh web 2017

Hội nghị thượng đỉnh web 2017 diễn ra tại Altice Arena ở Lisbon từ ngày 6 đến ngày 9 tháng 11. Sự kiện này hứa hẹn sẽ quy tụ 60.000 người tham dự từ hơn 160 quốc gia.
Ban đầu dự tính có 1.000 diễn giả xác nhận sẽ phát biểu tại hội nghị và con số cuối cùng là hơn 1200 người phát biểu. Từ lĩnh vực chính trị, các diễn giả như Cựu Phó Tổng thống Mỹ Al Gore, Ủy viên phụ trách cạnh tranh châu Âu Margrethe Vestager và cựu tổng thống Pháp François Hollande đã được công bố sớm. Ngoài những diễn giả này, những tên tuổi lớn trong ngành công nghệ tham dự còn có Giám đốc điều hành Intel Brian Krzanich, Giám đốc điều hành Oracle Mark Hurd, Chủ tịch Microsoft Brad Smith, Giám đốc điều hành Reddit Steve Huffman, Giám đốc điều hành Arm Holdings Simon Segars, đồng sáng lập Slack và Giám đốc điều hành Stewart Butterfield, Asana đồng người sáng lập kiêm Giám đốc điều hành và đồng sáng lập Facebook Dustin Moskovitz, Alexander Nix của Cambridge Analytica và chủ tịch kiêm giám đốc điều hành của Booking.com, Gillian Tans.
Các diễn giả bao gồm cựu vô địch hạng nặng thế giới Wladimir Klitschko, nữ diễn viên kiêm nhà hoạt động Sophia Bush, cựu cầu thủ bóng đá chuyên nghiệp người Bồ Đào Nha và người chiến thắng Ballon D'Or Luis Figo, biên tập viên tạp chí Vogue quốc tế Suzy Menkes, cựu vô địch cờ vua thế giới Garry Kasparov, nhạc sĩ Wyclef Jean và diễn viên Game of Thrones Liam Cunningham.

## 2016

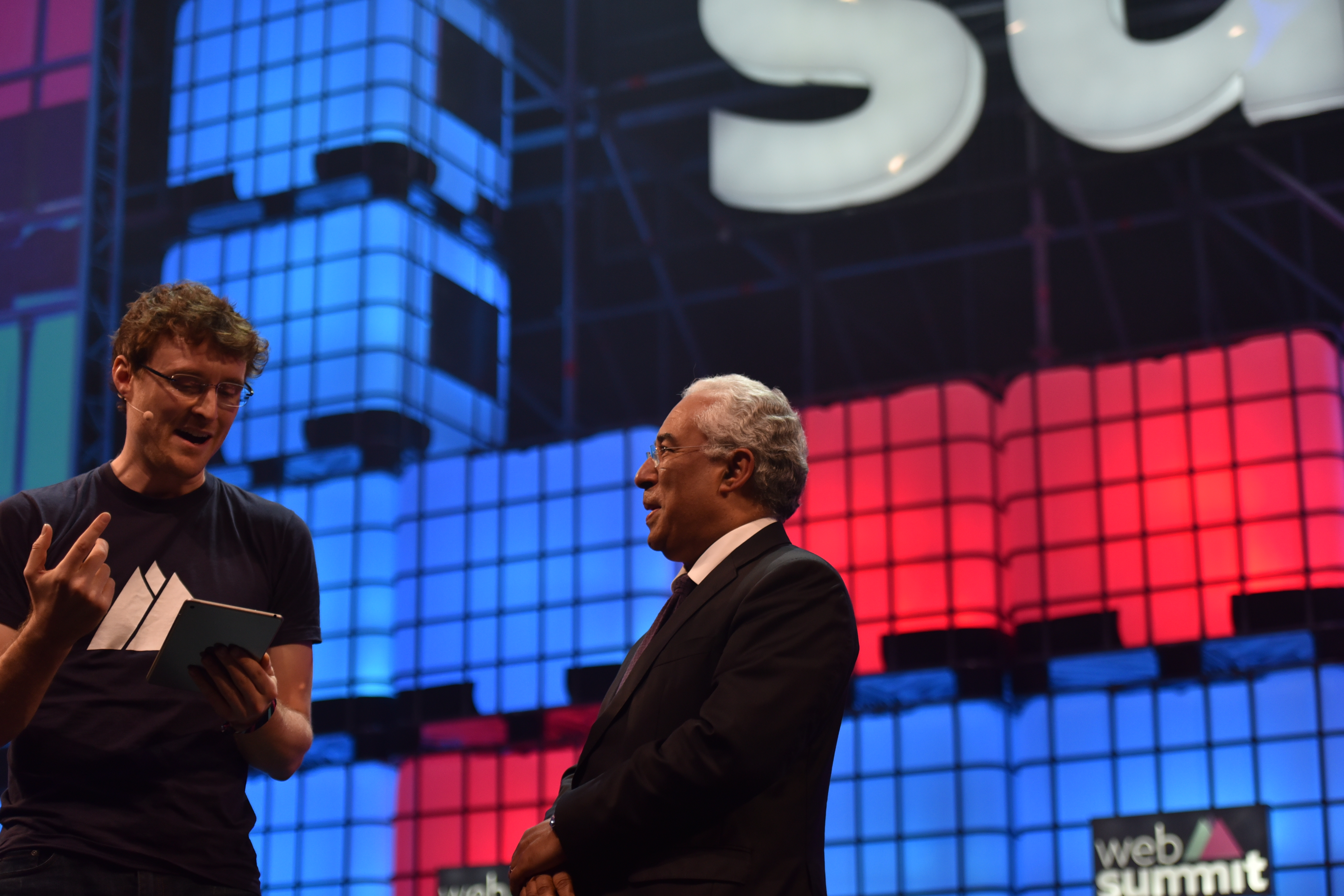
Paddy Cosgrave, người sáng lập Web Summit (trái) và António Costa, Thủ tướng Bồ Đào Nha (phải); 2016

Vào tháng 9 năm 2015, đồng sáng lập và Giám đốc điều hành của Hội nghị thượng đỉnh Web Paddy Cosgrave thông báo rằng sự kiện này sẽ được tổ chức tại Lisbon trong ba phiên bản liên tiếp, từ năm 2016 đến năm 2018. Cosgrave trích dẫn bối cảnh khởi nghiệp địa phương và một "thành phố quốc tế với điều kiện cơ sở hạ tầng tốt hơn và số lượng phòng khách sạn lớn hơn" cho quyết định này.
Sự kiện kéo dài ba ngày được tổ chức từ ngày 7 đến 10 tháng 11 tại Altice Arena, địa điểm diễn ra Expo '98, đã thu hút 53.056 người tham dự từ hơn 150 quốc gia và hơn 1.500 công ty khởi nghiệp trải dài trên 21 địa điểm.
Trong số hơn 600 diễn giả có một số giám đốc điều hành công nghệ hàng đầu từ khắp nơi trên thế giới, bao gồm John Chambers của Cisco, Facebook CTO Mike Schroepfer và Amazon CTO Werner Vogels. Cũng phát biểu tại sự kiện này còn có các nhân vật nổi bật từ các lĩnh vực phi công nghệ, chẳng hạn như diễn viên Joseph Gordon-Levitt, Salil Shetty của Tổ chức Ân xá Quốc tế và Mogens Lykketoft, chủ tịch đại hội đồng tại Liên Hợp Quốc, cũng như cầu thủ bóng đá Luís Figo và cả Tổng thống Bồ Đào Nha Marcelo Rebelo de Sousa lẫn Thủ tướng António Costa. Tỷ lệ phụ nữ trong số các diễn giả tại Hội nghị thượng đỉnh web là 47% theo ước tính độc lập.

## 2015

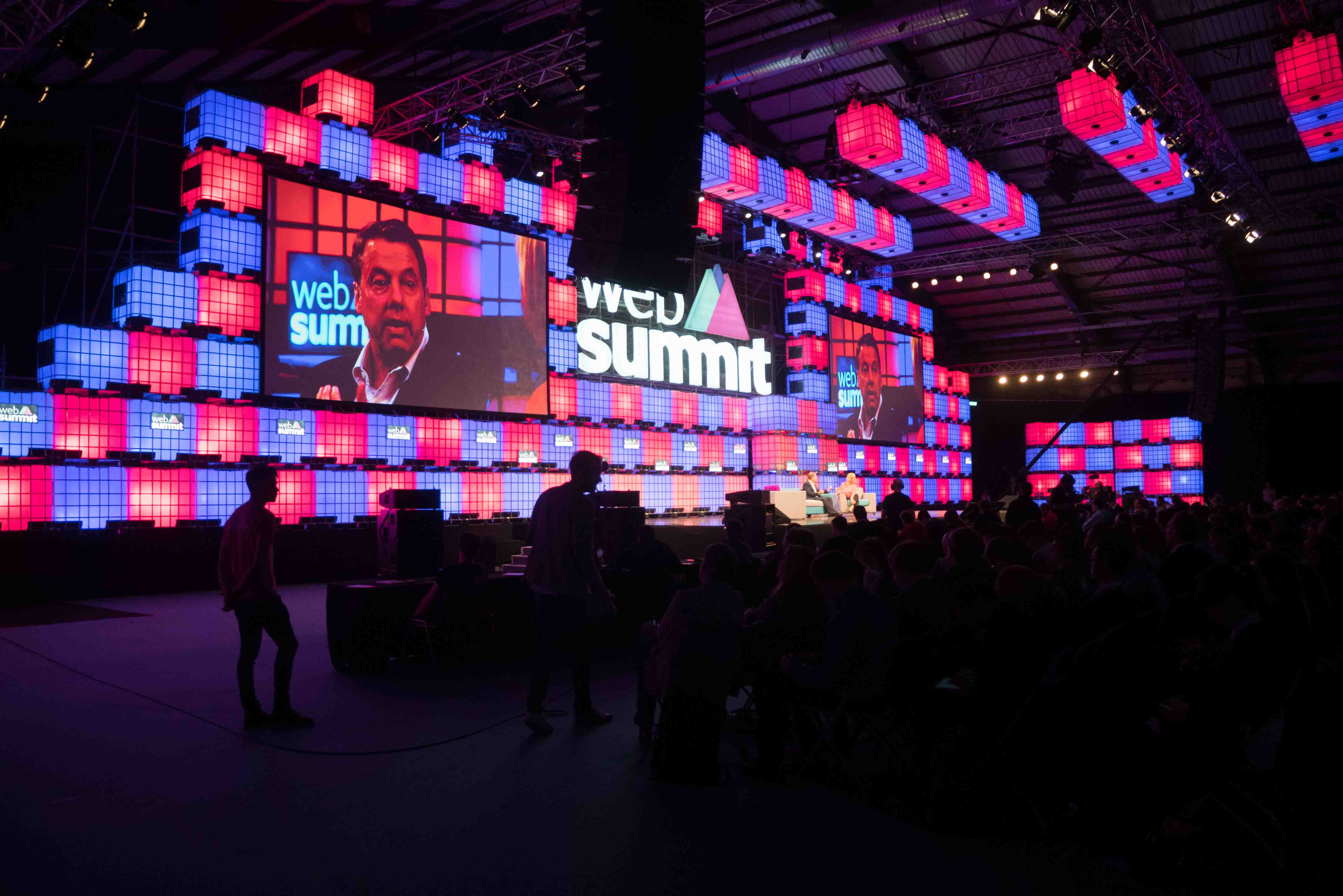
Hội nghị Web Summit 2015

Hội nghị thượng đỉnh web 2015 được tổ chức trong ba ngày từ ngày 3 tháng 11 đến ngày 5 tháng 11 tại RDS ở Dublin. Hơn 42.000 người đã tham dự sự kiện trong ba ngày. Diễn giả bao gồm Ed Catmull của Pixar, Michael Dell, Bill Ford và Chris Froome.
Vào tháng 9 năm 2015 Hội nghị Web Summit thông báo rằng họ sẽ chuyển sự kiện từ Dublin đến Lisbon. Sau thông báo, các nhà tổ chức đã công bố thư điện tử trao đổi giữa Chính phủ Ireland và Giám đốc điều hành Web Summit, Paddy Cosgrave về chi phí khách sạn, giao thông và các vấn đề khác xung quanh cơ sở hạ tầng ở Dublin. Điều này dẫn đến một cuộc tranh luận trên các phương tiện truyền thông Ireland về sự hỗ trợ mà Chính phủ đã cung cấp cho sự kiện kể từ khi nó bắt đầu và họ có thể đưa ra những hứa hẹn gì trong tương lai.
Các vấn đề đã phát sinh với Wi-Fi, nhưng ở quy mô nhỏ hơn so với năm 2014.

## 2014

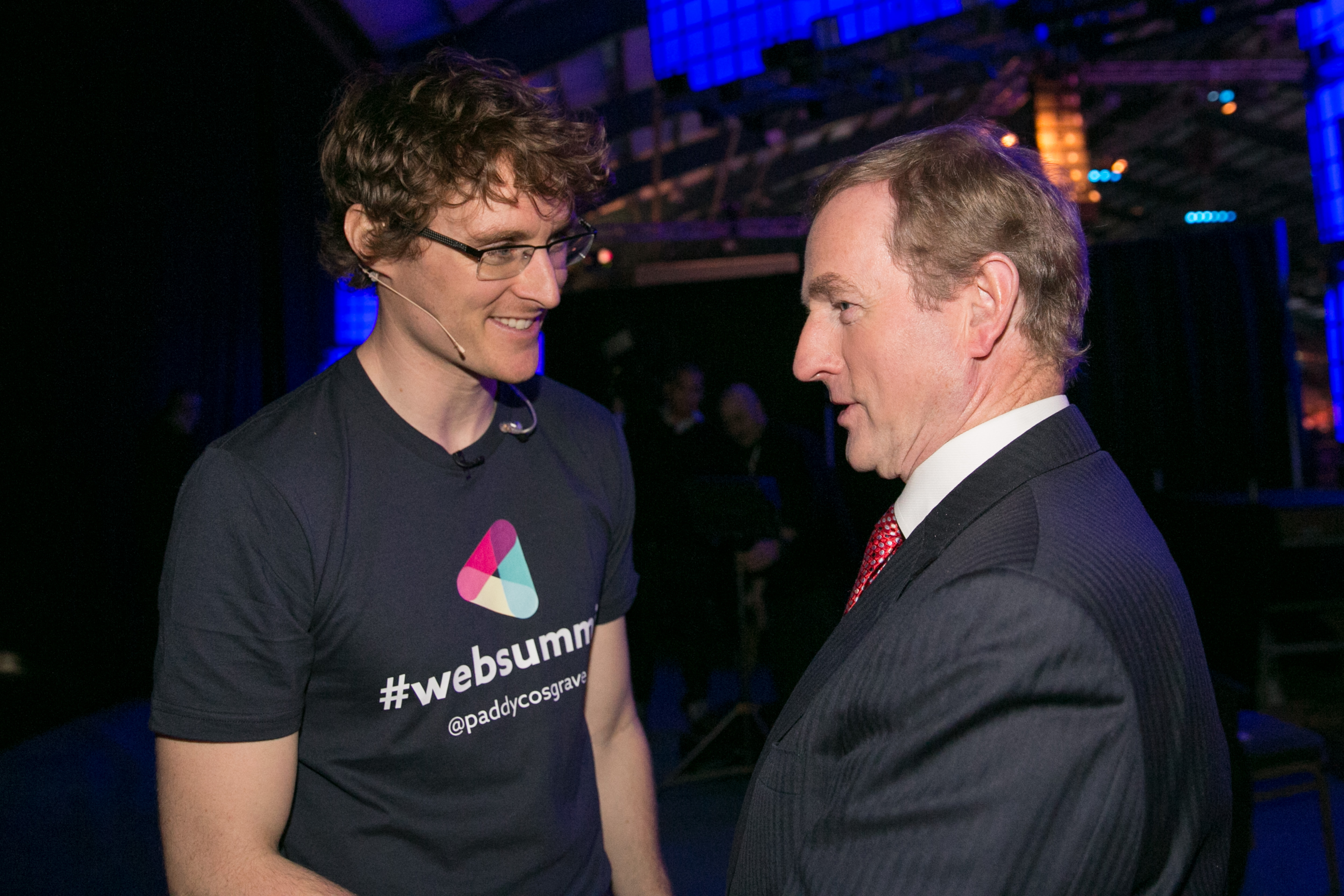
Paddy Cosgrave và Taoiseach Enda Kenny; 2014

Hội nghị Web Summit 2014 được tổ chức trong ba ngày và bao gồm chín giai đoạn hoặc Hội nghị thượng đỉnh như chúng đã biết; Trung tâm, Máy móc, Doanh nghiệp, Tiếp thị, Nhà xây dựng, Xã hội, Thể thao, Phim và Âm nhạc. Eva Longoria, Peter Thiel và Bono là một trong những diễn giả đã phát biểu trong sự kiện kéo dài ba ngày, với sự tham dự của 22.000 người từ 109 quốc gia.
Vào Ngày thứ nhất, mạng WiFi đã xảy ra sự cố và người sáng lập Hội nghị thượng đỉnh Web Paddy Cosgrave đã hai lần lên sân khấu để xin lỗi về sự cố kết nối. RDS đã bảo vệ cách thiết lập kỹ thuật của họ với Giám đốc điều hành Michael Duffy, nói rằng, "WiFi đã đáp ứng thành công các yêu cầu đặc biệt được đặt lên nó. Đây là mật độ WiFi chưa từng có so với các sự kiện công nghệ tương tự ở châu Âu. " Những người tham dự hầu hết đều chê bai nhận xét của họ, với một số người coi nó trên mạng xã hội là "điều Ailen nhất từ trước đến nay".
Các đài truyền hình quốc tế bao gồm CNBC, CNN, Fox Business News, Bloomberg, Sky News. Al Jazeera và BBC đều đưa tin về sự kiện này.
Sau khi công bố quyết định chuyển Hội nghị Web Summit 2016 đến Lisbon, một số phóng viên công nghệ Ireland đã trích dẫn sự cố WiFi là một yếu tố thúc đẩy chính đằng sau động thái này.

## 2013

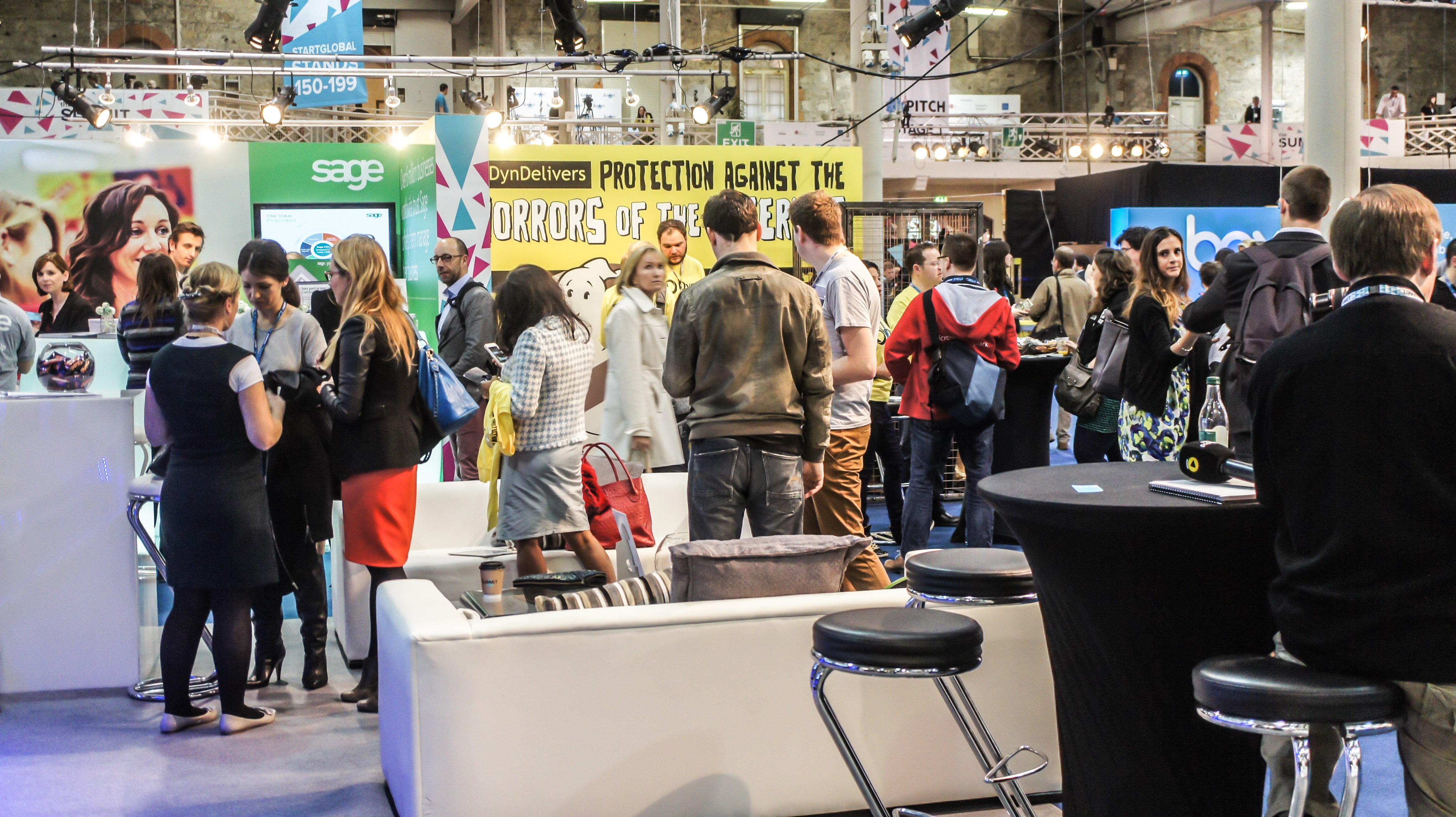
Hội nghị thượng đỉnh web 2013

Năm 2013, hơn 10.000 người đã tham dự Hội nghị thượng đỉnh web, phần lớn đến từ bên ngoài Ireland. Các diễn giả bao gồm Elon Musk, Shane Smith, Tony Hawk, Drew Houston và Niklas Zennström.
Sự kiện mở rộng phạm vi với một số sự kiện bên lề được khởi động như một phần của sự kiện, bao gồm Hội nghị thượng đỉnh về đêm, một loạt các sự kiện sau giờ làm việc với các nhạc sĩ từ khắp nơi trên thế giới và Hội nghị thượng đỉnh ẩm thực, một buổi giới thiệu kéo dài hai ngày của Người sành ăn Ailen Food.
Thủ tướng Ireland, Enda Kenny, cũng đã mở Thị trường NASDAQ từ Hội nghị thượng đỉnh web, lần đầu tiên nó được mở bên ngoài New York kể từ khi Facebook IPO. Sự kiện đã được đưa tin đáng kể trên các phương tiện truyền thông quốc tế với Bloomberg Television, CNN, Wall Street Journal và Wired đưa tin về sự kiện này.

## 2012

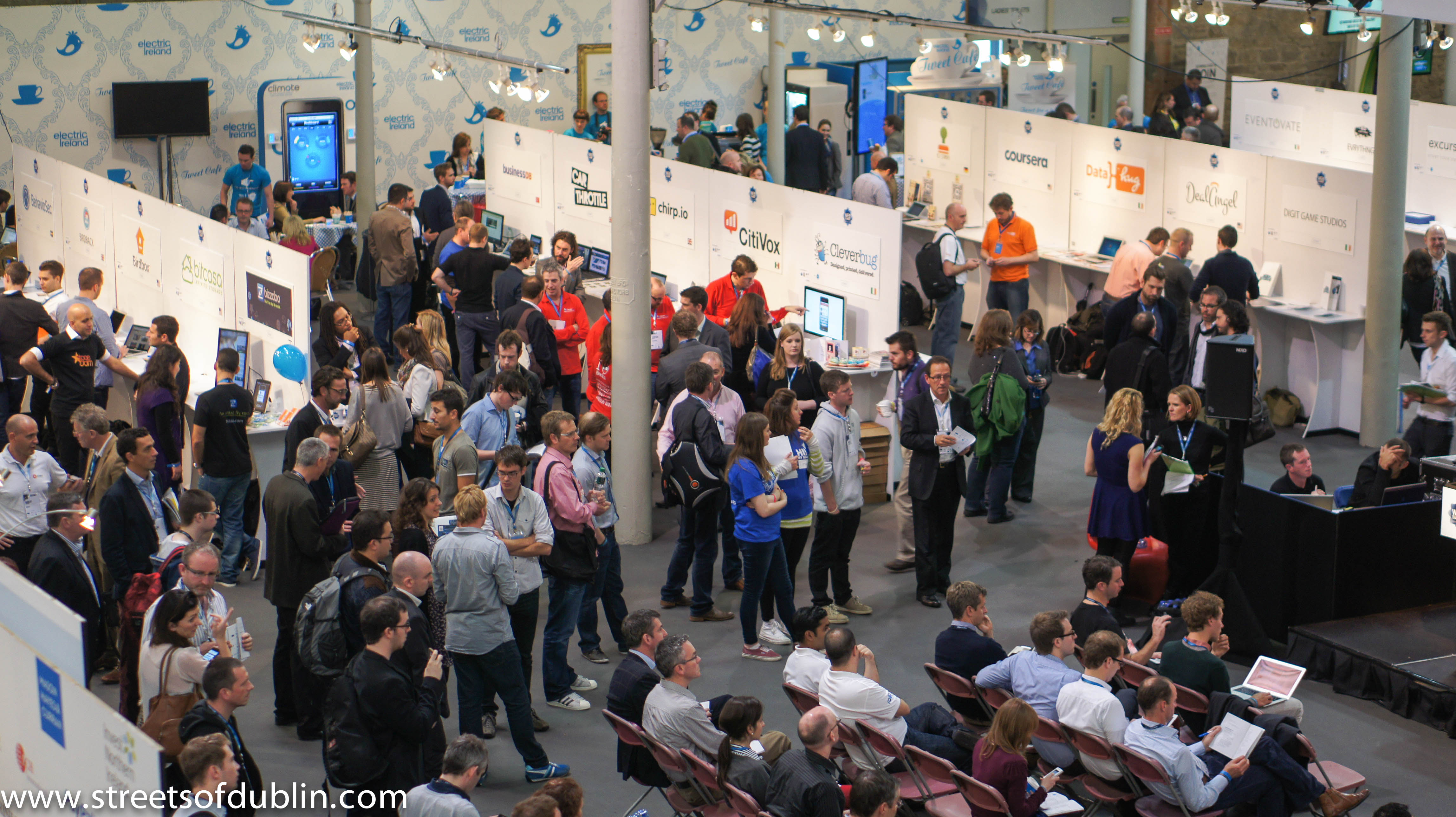
Hội nghị thượng đỉnh web 2012

Vào năm 2012, 4.200 người đã tham dự Hội nghị thượng đỉnh Web, khoảng 40% trong số này đến từ các công ty có trụ sở tại Ireland (nơi cung cấp trụ sở châu Âu cho một số công ty công nghệ lớn) và 60% đến từ các công ty có trụ sở ở nơi khác ở châu Âu. Các diễn giả bao gồm Tim Armstrong, Wael Ghonim và Arkady Volozh.
Một số công ty từ khắp nơi trên thế giới cũng ra mắt sản phẩm mới của họ hoặc đưa ra thông báo như một phần của sự kiện.

## 2009-2011

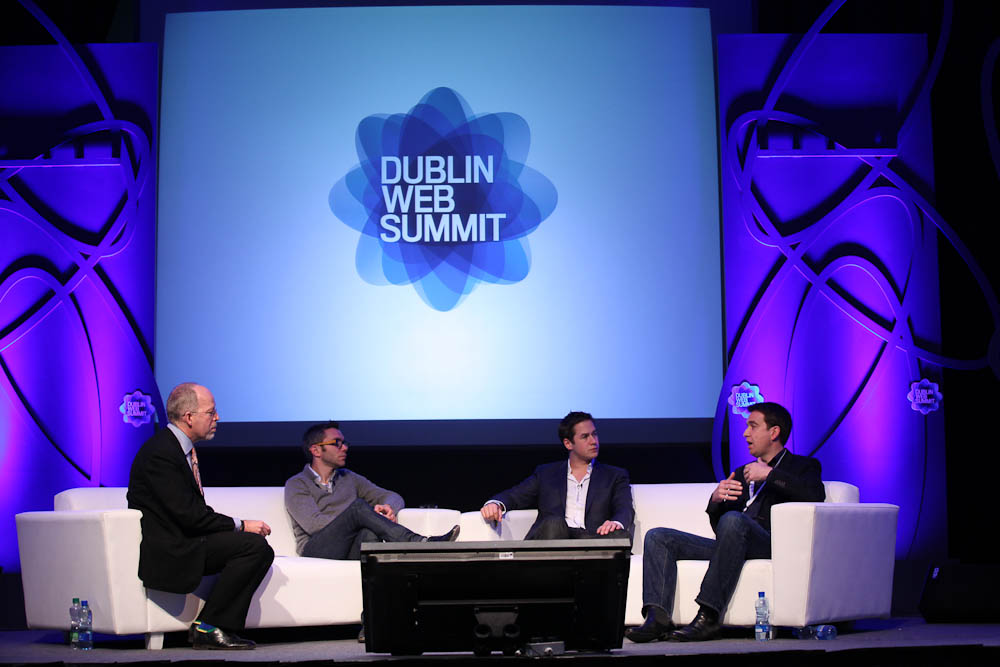
Hội nghị thượng đỉnh web Dublin 2011

Hội nghị thượng đỉnh web đầu tiên là sự kết hợp của các blogger, nhà báo và nhà công nghệ tại một khách sạn ở ngoại ô Dublin. Các thành viên hội thảo và diễn giả bao gồm Iain Dale, blogger chính trị, Ben Hammersley của Guardian và Ian Douglas của Daily Telegraph. Năm 2010, đây là một buổi gặp mặt của 400 hoặc hơn cộng đồng công nghệ địa phương tại Chartered Accountants House ở Dublin. Các diễn giả chủ yếu là các doanh nhân địa phương, doanh nhân và nhà đầu tư. Vào năm 2011, sự kiện này đã tăng gấp ba lần quy mô và chuyển sang Hiệp hội Hoàng gia Dublin. Các diễn giả bao gồm Chad Hurley, Jack Dorsey và Matt Mullenweg.